# Ocotepec, Chiapas
Ocotepec är en ort i Mexiko.   Den ligger i kommunen Ocotepec och delstaten Chiapas, i den sydöstra delen av landet, 700 km öster om huvudstaden Mexico City. Ocotepec ligger 1 476 meter över havet och antalet invånare är 4 251.
Terrängen runt Ocotepec är kuperad åt sydost, men åt nordväst är den bergig. Runt Ocotepec är det ganska glesbefolkat, med 47 invånare per kvadratkilometer. Närmaste större samhälle är Tapilula, 15,9 km öster om Ocotepec. I omgivningarna runt Ocotepec växer i huvudsak städsegrön lövskog.